# TTM-1901
Le TTM-1901 « Berkout » (aigle royal ; en russe : Беркут) est une autoneige militaire russe produit depuis 2007 en Russie par TTM Transport.

## Description
Le modèle est conçu pour surveiller l'état des lignes électriques et des communications, des conduites principales, des patrouilles d'objets divers, ainsi que des activités de chasse et de plein air. Le Berkout offre une bonne stabilité lors de la conduite dans la neige de toute densité et profondeur, tout en conservant les conditions confortables d'une voiture.

## Berkout-2
Le nouveau modèle TTM-1901 a reçu un nouveau cockpit en plastique avec des portes à 180° s'ouvrant et se fixant le long des côtés. Le salon et le tableau de bord sont empruntés à la Lada Priora. Le moteur et le châssis restent les mêmes. L'isolation vibro-acoustique de la cabine de l'unité de transmission à l'aide de silentblocs a été appliquée, ce qui a permis d'améliorer la stabilité de la commande de la machine et de réduire considérablement le bruit dans la cabine. Une direction assistée a été installée par Chevrolet Niva. La cabine a amélioré le système de chauffage - grâce à deux poêles, la température dans la cabine reste à +18 °C, même par une température extérieure de −50 °C.
Le constructeur envisage l'installation d'une transmission automatique et d'un moteur diesel adapté aux caractéristiques.

### Armes
Le Berkout-2 a été mise en service en 2015 au sein de la police frontalière russe. La modification militaire de la motoneige diffère par la possibilité d'installer une mitrailleuse Petcheneg dans la partie de la tourelle. Un dispositif de vision nocturne a également été installé chez le conducteur et un projecteur a été placé sur le toit.

## Galerie d'images

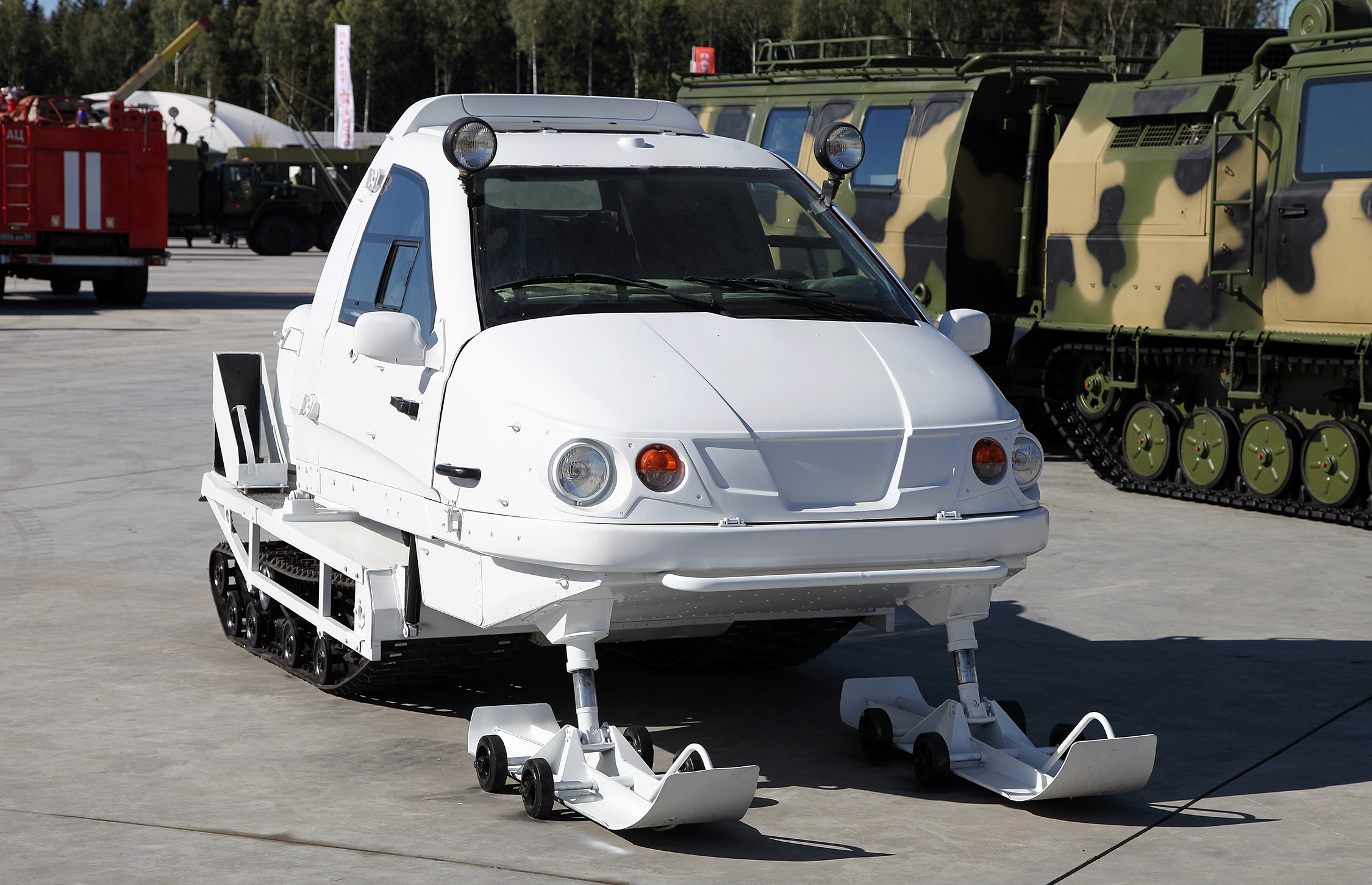
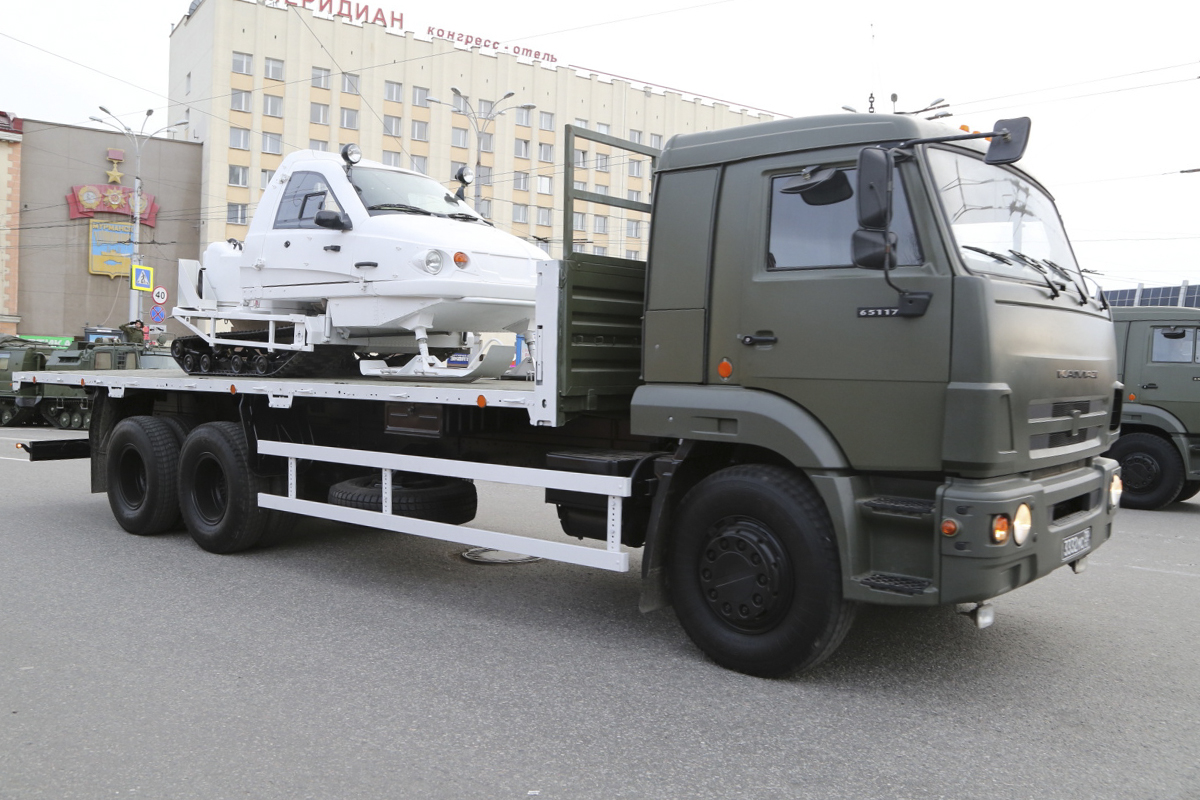
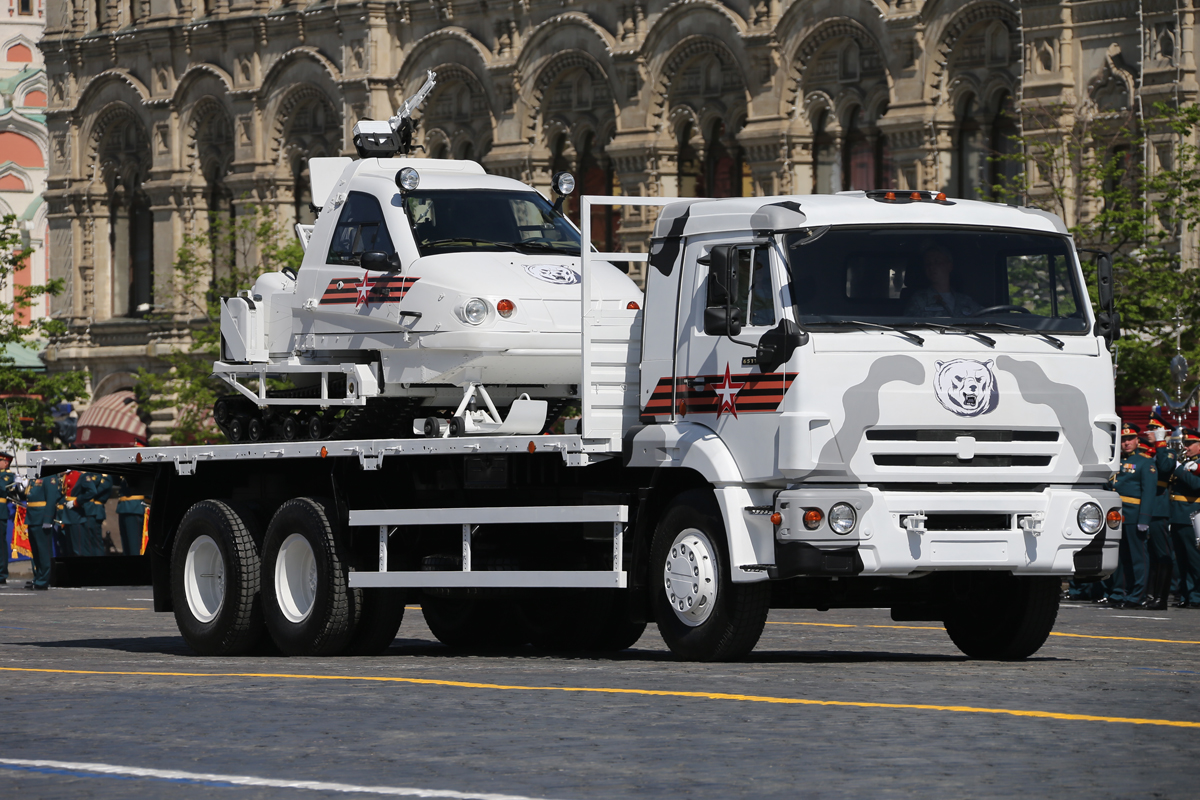
Lors d'un défilé militaire sur un KamAZ-5350
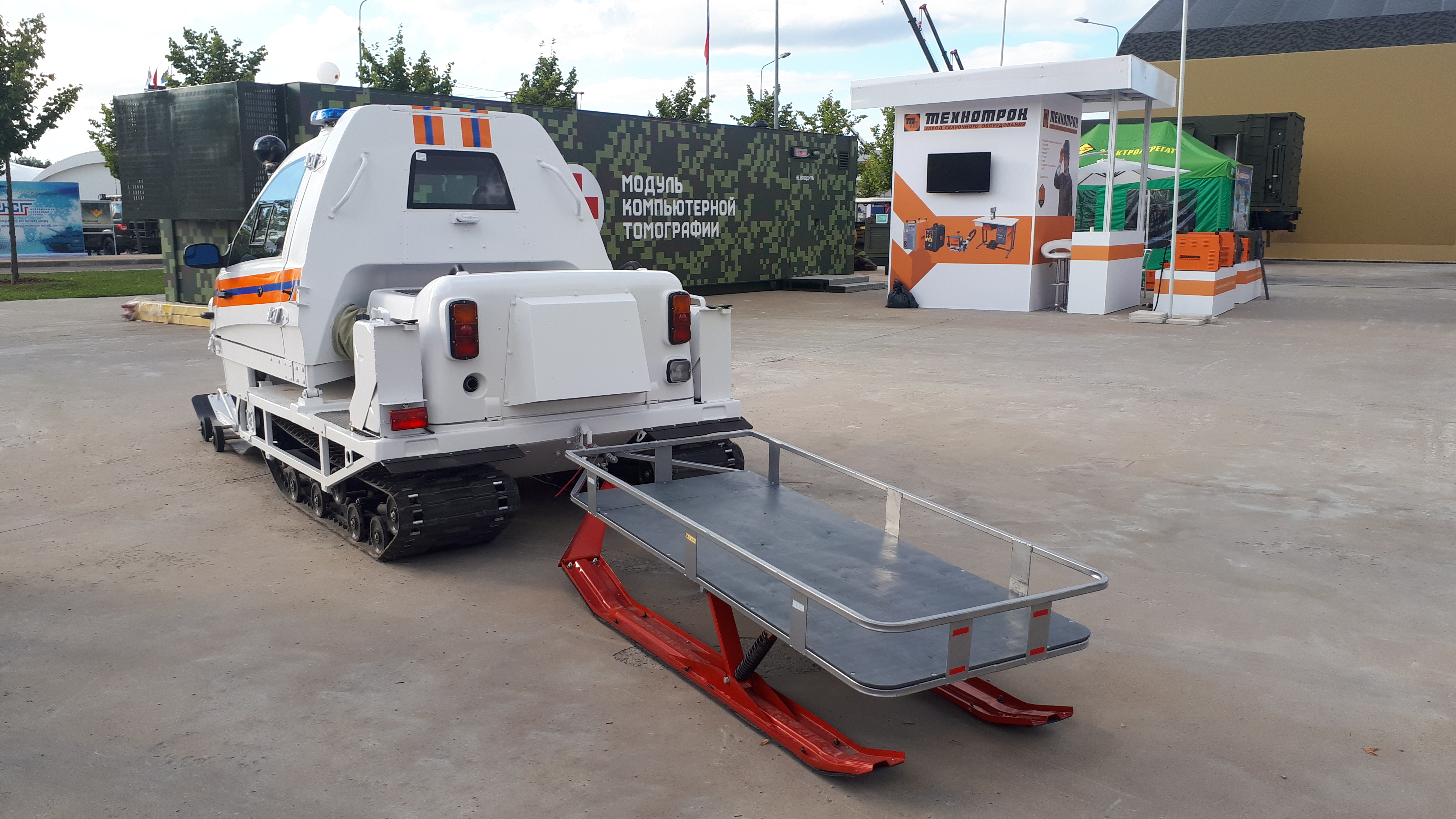
Avec remorque